# Де Бонне д’Онниер, Жозеф Альфонс Иасент Александр
Жозеф Альфонс Иасент Александр Бонне д’Онньер (фр. Joseph Alphonse Hyacinthe Alexandre de Bonnet d’Honnières; 1764—1807) — французский военный деятель, бригадный генерал (1805 год), участник революционных и наполеоновских войн.

## Биография
Начал военную карьеру 7 января 1780 года в качестве кадета Лотарингского пехотного полка. В 1781 году служил в Порт-Магоне, с 1782 года на Гибралтаре. В 1787 году вышел в отставку. 15 сентября 1791 года возвратился к активной службе в звании капитана 71-го пехотного полка. Зачисленный в Мозельскую армию в 132-ю полубригаду, он был 15 декабря 1793 года ранен пулей в левую ногу в битве при Ламбахе. Переведённый в Самбро-Маасскую армию, был снова ранен 5 сентября 1795 года штыковым ударом в голову при переходе через Рейн у Дюссельдорфа. 1 ноября 1796 года произведён в командиры батальона 108-й полубригады линейной пехоты. 18 апреля 1797 года сражался при Нойвиде. В июле 1798 года принял участие в Ирландской экспедиции и 12 октября 1798 года попал в плен к англичанам при захвате корабля «Гош». В июне 1799 года получил свободу в процессе обмена военнопленными и возвратился во Францию.
24 июля 1800 года был повышен до полковника генералом Моро, и назначен командиром 51-й полубригады линейной пехоты, с которым отличился в сражении при Гогенлиндене. С 29 августа 1803 года служил в военном лагере Брюгге в составе пехотной дивизии Удино. Участвовал в Австрийской кампании 1805 года в рядах 3-го армейского корпуса маршала Даву, отличился в сражении при Аустерлице.
24 декабря 1805 года был награждён за отвагу званием бригадного генерала, и 13 марта 1806 года заменил генерала Эпплера на посту командира 1-й бригады 1-й пехотной дивизии генерала Морана. Принимал участие в Прусской и Польской кампаниях. 14 октября 1806 года был ранен при Ауэрштедте, но остался в строю, и 26 декабря сражался при Голымине. Во второй половине дня 8 февраля 1807 года при Эйлау, продолжая командовать своей бригадой, получил тяжёлое ранение мушкетной пулей в правое плечо, и умер от раны 11 февраля в Кизитене в возрасте 42 лет.

## Воинские звания
- Капитан (15 сентября 1791 года);
- Командир батальона (1 ноября 1796 года);
- Полковник (24 июля 1800 года);
- Бригадный генерал (24 декабря 1805 года).

## Награды
Легионер ордена Почётного легиона (11 декабря 1803 года)
 Офицер ордена Почётного легиона (14 июня 1804 года)